# Члены-корреспонденты Российской академии образования
Актуальный список членов-корреспондентов Российской академии образования
1. Акишина, Екатерина Михайловна
2. Алёхин, Игорь Алексеевич
3. Алмазова, Надежда Ивановна
4. Ахияров, Камиль Шаехмурзинович
5. Байрамов, Вагиф Дейрушевич
6. Балыхин, Григорий Артёмович
7. Барабанщиков, Владимир Александрович
8. Барабанщикова, Валентина Владимировна
9. Баранников, Анатолий Витальевич
10. Бартош, Николай Олегович
11. Батышев, Александр Сергеевич
12. Бауэр, Елена Анатольевна
13. Бездухов, Владимир Петрович
14. Блеер, Александр Николаевич
15. Блинов, Владимир Игоревич
16. Богданов, Сергей Игоревич
17. Богуславский, Михаил Викторович
18. Бозиев, Руслан Сахитович
19. Бочарова, Валентина Георгиевна
20. Братусь, Борис Сергеевич
21. Брель, Елена Юрьевна
22. Булгакова, Нина Жановна
23. Бунеев, Рустэм Николаевич
24. Бурганов, Рафис Тимерханович
25. Валицкая, Алиса Петровна
26. Васильев, Владимир Николаевич
27. Виноградова, Наталья Фёдоровна
28. Волов, Вячеслав Теодорович
29. Врублевская, Елена Геннадьевна
30. Вяткин, Бронислав Александрович
31. Гаязов, Альфис Суфиянович
32. Гладкий, Юрий Никифорович
33. Глебова, Любовь Николаевна
34. Гогоберидзе, Александра Гививна
35. Годунов, Игорь Валентинович
36. Голохваст, Кирилл Сергеевич
37. Григорьев, Сергей Георгиевич
38. Грохольская, Ольга Глебовна
39. Груздев, Михаил Владимирович
40. Данилюк, Александр Ярославович
41. Данюшенков, Владимир Степанович
42. Демидова, Марина Юрьевна
43. Дорошков, Владимир Васильевич
44. Дубровинская, Наталия Вадимовна
45. Евсеев, Сергей Петрович
46. Егорова, Марина Сергеевна
47. Ерошин, Владимир Иванович
48. Ершова, Татьяна Борисовна
49. Ефремова, Галина Ивановна
50. Жафяров, Акрям Жафярович
51. Ждан, Антонина Николаевна
52. Забелин, Алексей Григорьевич
53. Закрепина, Алла Васильевна
54. Замалетдинов, Радиф Рифкатович
55. Зеер, Эвальд Фридрихович
56. Золотарёва, Ангелина Викторовна
57. Зотова, Ольга Юрьевна
58. Ибрагимов, Гасан-Гусейн Ибрагимович
59. Иоанн (Экономцев)
60. Казакова, Елена Ивановна
61. Каленчук, Мария Леонидовна
62. Калимуллина, Ольга Анатольевна
63. Калмыков, Степан Владимирович
64. Каменская, Валентина Георгиевна
65. Карабанова, Ольга Александровна
66. Караяни, Александр Григорьевич
67. Карпов, Анатолий Викторович
68. Кларин, Михаил Владимирович
69. Клобукова, Любовь Павловна
70. Ковязина, Мария Станиславовна
71. Козырев, Владимир Алексеевич
72. Комарова, Юлия Александровна
73. Кондаков, Александр Михайлович
74. Копытов, Анатолий Дмитриевич
75. Коротков, Александр Михайлович
76. Кубрушко, Пётр Фёдорович
77. Кузьмина, Нина Васильевна
78. Куликова, Людмила Викторовна
79. Лазебникова, Анна Юрьевна
80. Лазуренко, Светлана Борисовна
81. Ларченкова, Людмила Анатольевна
82. Лебедев, Олег Ермолаевич
83. Лейбович, Александр Наумович
84. Лисов, Василий Иванович
85. Лукацкий, Михаил Абрамович
86. Магометов, Ахурбек Алиханович
87. Маллаев, Джафар Михайлович
88. Матыцин, Олег Васильевич
89. Мачинская, Регина Ильинична
90. Мекеко, Наталья Михайловна
91. Минцаев, Магомед Шавалович
92. Мовсумзаде, Эльдар Мирсамедович
93. Моросанова, Варвара Ильинична
94. Мудрик, Анатолий Викторович
95. Мухаметзянова, Фарида Шамилевна
96. Назарова, Татьяна Сергеевна
97. Овчинников, Анатолий Владимирович
98. Омарова, Наида Омаровна
99. Орешкина, Анна Константиновна
100. Оржековский, Павел Александрович
101. Осмоловская, Ирина Михайловна
102. Павлов, Игорь Сергеевич
103. Панов, Виктор Иванович
104. Пастухова, Лариса Сергеевна
105. Петровский, Вадим Артурович
106. Писарева, Светлана Анатольевна
107. Позднякова, Оксана Константиновна
108. Полонский, Валентин Михайлович
109. Полянский, Игорь Алексеевич
110. Попов, Виктор Валентинович
111. Разина, Татьяна Валерьевна
112. Реморенко, Игорь Михайлович
113. Рубин, Юрий Борисович
114. Савенкова, Любовь Григорьевна
115. Сауров, Юрий Аркадьевич
116. Слободчиков, Виктор Иванович
117. Смирнов, Игорь Павлович
118. Соловьёва, Татьяна Александровна
119. Сорокоумова, Светлана Николаевна
120. Сыманюк, Эльвира Эвальдовна
121. Сытник, Александр Александрович
122. Тихомиров, Валерий Викторович
123. Ульянина, Ольга Александровна
124. Фалалеев, Альберт Николаевич
125. Федякина, Лидия Васильевна
126. Филиппова, Людмила Васильевна
127. Фомина, Наталья Николаевна
128. Харисов, Фарис Фахразович
129. Хачикян, Елена Ивановна
130. Хворостов, Дмитрий Анатольевич
131. Хелемендик, Виктор Сергеевич
132. Хеннер, Евгений Карлович
133. Хуснутдинова, Эльза Камилевна
134. Хуторской, Андрей Викторович
135. Чекалева, Надежда Викторовна
136. Чекмарёв, Василий Владимирович
137. Чумаченко, Татьяна Александровна
138. Шакурова, Марина Викторовна
139. Шматко, Алексей Дмитриевич
140. Шрайберг, Яков Леонидович
141. Яницкий, Михаил Сергеевич
142. Ярычев, Насруди Увайсович